# Friedrich Waller
Friedrich Waller (n. 18 martie 1920, Elveția – d. 15 februarie 2004) a fost un bober ce a reprezentat Elveția, medaliat olimpic. A participat la o ediție a Jocurilor Olimpice (1948) în care a câștigat o medalie de aur.

## Participări
Lista de mai jos prezintă principalele competiții la care a participat Friedrich Waller de-a lungul carierei.
- bobsleigh at the 1948 Winter Olympics – two-man[*]